# Nefrit
Nefrit je vrsta s kalcijem, magnezijem in železom bogatih amfibolnih mineralov tremolita ali aktinolita, katerih agregati tvorijo tudi eno od oblik azbesta. Kemijska  formula nefrita je Ca2(Mg,Fe)5Si8O22(OH)2. Je ena od  dveh različnih mineralnih vrst, imenovanih žad. Druga mineralne vrsta, znana kot žad, je žadeit, ki je vrsta piroksena. Medtem ko ima beli nefritni žad veliko sivih in zelenih, včasih tudi rumenih, rdečih, rožnatih, rjavih in belih odtenkov, je  žadeitni žad, ki je redkejši, lahko  tudi črne, rdeče, rožnate in vijolične barve. Nefritni žad je okrasni poldrag kamen, ki se uporablja za  rezbarije, koralde in obeske.
Nefrit v prosojni beli ali zelo svetlo rumeni obliki se lahko najde na Kitajskem, kjer ga imenujejo ovčji loj.  Neprozoren bel do zelo svetlo rjav ali siv žad imenujejo piščančja kost.   Obstajajo tudi različni odtenki zelene barve. Največji sodobni vir lapidarnega nefrita je zahodna Kanada. Nefritni žad se je uporabljal predvsem na Kitajskem (pred letom 1800),  Novi Zelandiji, pacifiški in atlantski obali Severne Amerike, kamenodobni Evropi in jugovzhodni Aziji. 

## Ime
Ime nefrit izhaja iz latinskega izraza lapis nephriticus, ta pa iz grškega izraza λίθος νεφρίτίκος/νεφρός λίθος (líthos nefrítíkos/nefrós líthos), ki pomeni ledvični kamen. Imeni žad in žadeit izhajata iz španskega imena nefrita - piedra de ijada. Zaradi imena je nekoč veljalo prepričanje, da mineral zdravi ledvične kamne. 

## Zgodovina

### Kamena in bakrena doba v Evropi
Iz obdobja od zgodnje kamene dobe (7. tisočletje pr. n. št.) do pozne bakrene dobe (5. tisočletje pr. n. št.) se je ohranilo veliko nefritnega orodja in amuletov, največ na Balkanu, predvsem v Bolgariji, nekaj tudi v Grčiji, Srbiji in Hrvaški. Največ predmetov je iz dveh ali več neznanih virov, imenovanih balkanska nefritna kultura. Enaka orodja iz pozne mlajše kamene dobe, ki izvirajo najverjetneje iz domačega Jordanówa, so odkrili tudi na Poljskem, na Sardiniji (Italija), katerih  izvor ni znan, in v Švici. O najdbah posameznih ali nekaj nefritnih artefaktov poročajo tudi iz drugih evropskih držav.

### Prazgodovinska in zgodovinska Kitajska
Na Kitajskem so bili v mlajši kameni dobi bili ključni viri nefritnega žada za uporabne in obredne predmete zdaj izčrpana najdišča na področju Ningšaa v delti reke Jangce (kultura Liangžu, 3400-2250 pr. n. št.)  in v provinci Liaoning v Notranji Mongoliji (kultura Hongšan, 4700–2200 pr. n. št.). Iz žada so se izdelovali uporabni in obredni predmeti od hišnih okrasnih predmetov do pogrebnih oblačil. Žad so imeli za cesarski dragulj in so ga cenili bolj kot zlato in srebro.  Približno od najzgodnejših kitajskih dinastij do danes je večina žada prihajala iz regije Hotan v zahodni kitajski provinci Šindžjang. Najdišča žada so tudi drugod na Kitajskem, na primer v Lantjanu in Šansiju. Bel in zelenkast nefritni žad se najde tudi v majhnih kamnolomih in produ in balvanih rek, ki izvirajo v gorovju Kuen Lun in tečejo proti severu v puščavo  Takla Makan. Zbiranje rečnega žada poteka predvsem ob reki Jarkand, belega ob reki Jurunkaš in črnega ob reki Karakaš v Hotanu. Hotansko kraljestvo na južnem kraku Svilne poti je večino letnega davka kitajskemu cesarskemu dvoru plačevalo z dragocenim belim žadom, tam pa so ga izkušeni umetniki preoblikovali v dragocene predmete.

### Maori
V Novi Zelandiji se nefritni žad v maorščini imenuje pounamu. Zelo je cenjen in igra pomembno vlogo v maorski kulturi. Maori ga imajo za taonga – 'zaklad' in je zato s pogodbo iz Waitangija (maorsko Te Tiriti o Waitangi) iz leta 1840 zaščiten. Njegovo izkoriščanje je omejeno in strogo nadzorovano. Južni otok se zaradi najdišč pounamuja v maorščini imenuje Te Wai Pounamu – (dežela) vode zelenega kamna.
Iz tega kamna se je izdelovalo orožje, zlasti kratek oster mere, in okrasni predmeti, zlasti obeski hei-tiki. Za predmete iz pounamuja je veljalo prepričanje, da imajo posebno moč, zato so kot družinske dragocenosti prehajali iz roda v rod. Z njimi so pogosto obdarovali podpisnike pomembnih sporazumov. Maori so iz pounamuja izdelovali tudi orodje, ker kovinskega orodja niso poznali.
Na Novi Zelandiji so predmeti iz zelenega kamna zelo priljubljeni tudi med turisti, čeprav je žad uvožen predvsem iz Britanske Kolumbije (Kanada).